# Aphrosylus aculeatus
Aphrosylus aculeatus är en tvåvingeart som beskrevs av Negrobov 1979. Aphrosylus aculeatus ingår i släktet Aphrosylus och familjen styltflugor. Inga underarter finns listade i Catalogue of Life.